# Graafschap Midden-Friesland
Midden-Friesland is de naam waarmee geschiedenisschrijvers het gebied aanduiden dat in de 11e eeuw door het geslacht der Brunonen bestuurd werd. Het gebied bestond onder andere uit de gouwen Zuidergo, Oostergo en Westergo. 
Het graafschap behoorde staatkundig gezien bij het Heilige Roomse Rijk. De graven van Midden-Friesland waren leenmannen van de koning of keizer van het voornoemde rijk.

## Ontstaan
In de vroege middeleeuwen maakte het gebied van de huidige provincie Friesland deel uit van het zogeheten Magna Frisia (Friese rijk / Koninkrijk Friesland). Na de verovering door de Franken werd het gebied onderdeel van het hertogdom Fresia, dat zich uitstrekte van het Sincfal (het Zwin). Dit is de tegenwoordige grens tussen België en Zeeuws-Vlaanderen, tot de Wezer in Duitsland.
In het jaar 1006 kreeg Liudolf van Brunswijk zeggenschap over de Friese graafschappen Zuidergo, Oostergo en Westergo. Op welke manier dit plaatsvond, is niet bekend. Wellicht werden de gouwen met geweld afhandig gemaakt van de Friese graven van Holland.

## Gebied
Midden-Friesland telde vier graven, die tevens graaf van Brunswijk waren en daarom Brunonen worden genoemd. Het gebied dat 'Midden-Friesland' bestreek was eerst samengesteld uit de gouwen Zuidergo (ook wel het graafschap Stavoren genoemd), Oostergo en Westergo; verder bezaten de Brunonen de IJsselgouw (Iselgo). Later kregen de Midden-Friese graven ook de rechten over Hunsingo en Fivelingo erbij. Daar het gehele ambtsgebied nu tussen West-Friesland en Oost-Friesland lag, spreekt men van 'Midden-Friesland'.
In Friesland was het grafelijk gezag stevig verankerd, afgaande op de zilveren munten met grafelijke afbeeldingen. Deze werden onder andere geslagen in Stavoren, Bolsward, Leeuwarden en Dokkum. Deze munten zijn op veel plekken gevonden, meestal in groten getale.

## Einde
Keizer Hendrik IV droeg Midden-Friesland in 1088 (zonder overleg met de graven) over aan de bisschop van Utrecht, tot onvrede van graaf Egbert II van Meißen, die tegen keizer Hendrik IV (zijn neef) in opstand kwam. Egbert stierf in 1090 en daarna probeerde zijn familie de rechten over Friesland terug te winnen. Dat lukte toen bisschop Koenraad van Zwaben in 1099 werd vermoord. De keizer benoemde Hendrik van Northeim (de Vette), die met Gertrudis een zuster van Egbert II getrouwd was, als graaf van Midden-Friesland, maar hij werd op 10 april 1101 vermoord door Friezen onder leiding van de nieuwe bisschop van Utrecht. Wat hierna gebeurde is grotendeels onbekend. Men vermoedt dat de erven van Hendrik de grafelijke rechten behielden, totdat koning Koenraad III in 1138 de rechten op Oostergo en Westergo 'terug' gaf aan de bisschop van Utrecht. Omstreeks die tijd lijkt de periode te beginnen die we kennen als de Friese Vrijheid, waarin de Friezen zichzelf min of meer zelfstandig besturen, ondanks aanspraken van Holland en Utrecht op het gebied, dat zij echter niet onder hun gezag konden krijgen.

## Lijst van heersers
| Periode     | Naam                  |
| ----------- | --------------------- |
| 1006 - 1038 | Liudolf van Brunswijk |
| 1038 - 1057 | Bruno                 |
| 1057 - 1068 | Egbert I              |
| 1068 - 1088 | Egbert II             |
| 1088 - 1099 | Koenraad              |
| 1099 - 1101 | Hendrik de Vette      |